# 塩竈神社 (新上五島町)
塩竈神社（しおがまじんじゃ）は、長崎県新上五島町船崎郷（ふなさき）に鎮座する神社である。

## 祭神
塩釜老翁大人を主祭神に祀る。

## 歴史
創建年代は不詳。かつて当郷に永きに渡って悪疫が流行し作物も実らず、住民は大山祇神の分霊を安鎮し奉祀した。明治4年（1871年）12月、無格社に列せられ、同34年（1901年）には、それまで石祠だった御神体を神鏡に改めた。

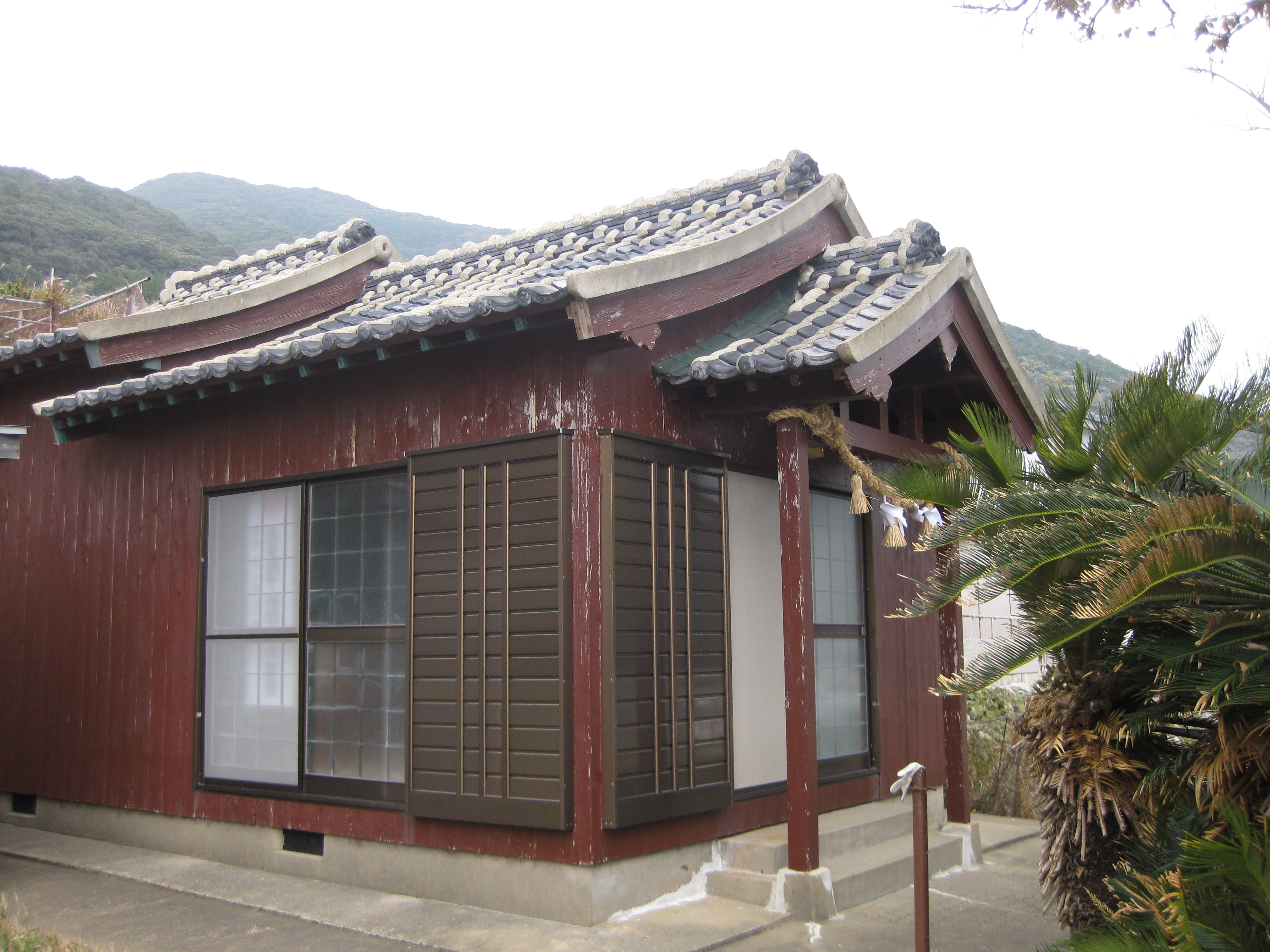
社殿

祭神・塩釜老翁大人は中国の人で、当郷・網上郷の始祖産土神であったとされる。また、新上五島町名産の「五島うどん」発祥の地は当郷であり、その製法は中国から伝えられたものとされる。
当社地の字名を「色摩（しかま）」と言うが、祭神・塩釜老翁大人が製塩に使用した釜が当社地を含め郷内4ヶ所にあったので、「四釜（しかま）」に現在の字名を当てている。

## 祭祀
主な祭礼・神事
- 例大祭（12月9日）

## その他の神社
その他の船崎郷の神社に山神社がある。

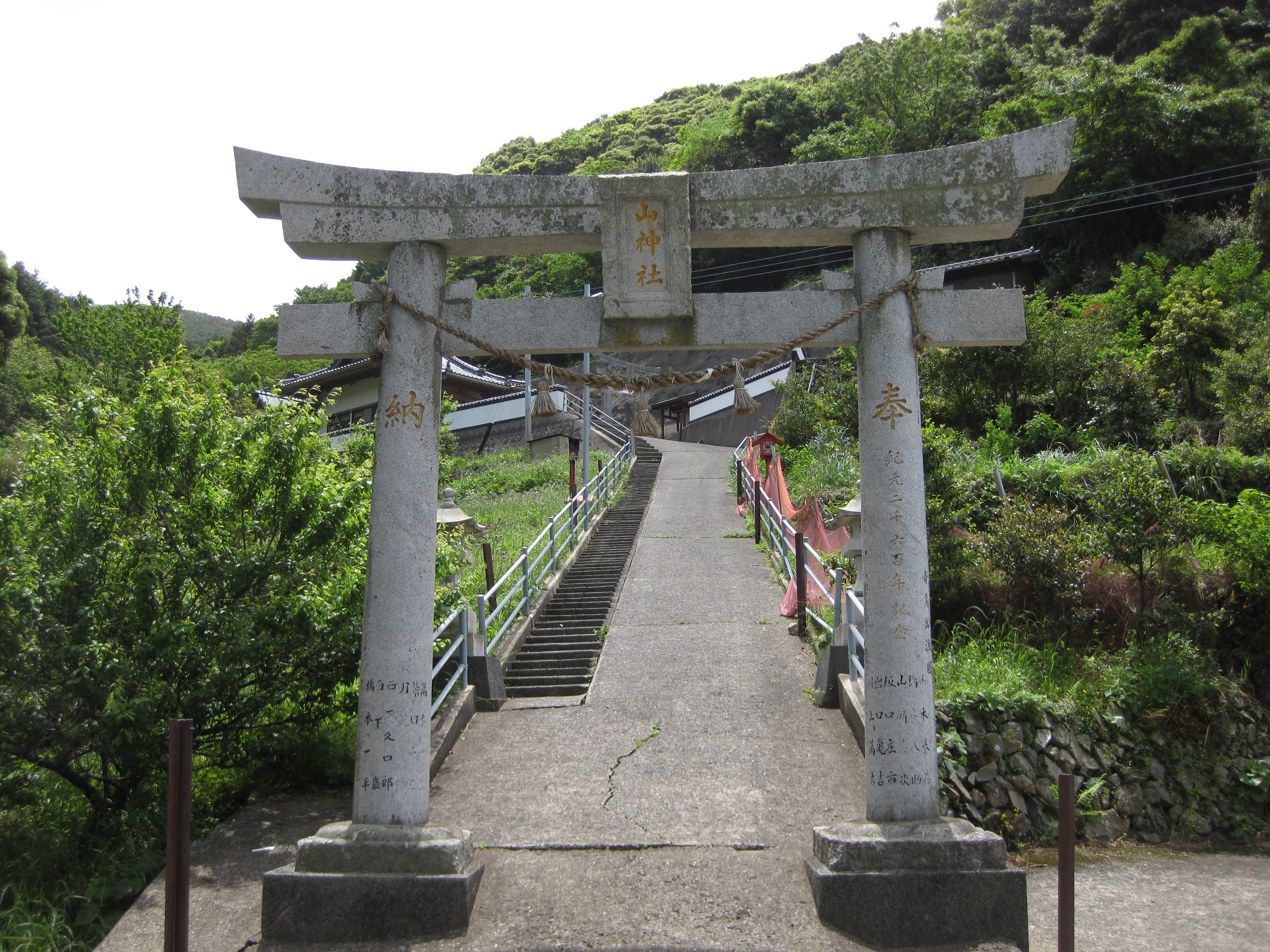
山神社